# Avenida Montrose (línea Canarsie)
La Avenida Montrose es una estación en la línea Canarsie del Metro de la Ciudad de Nueva York de la división B del Brooklyn–Manhattan Transit Corporation. La estación se encuentra localizada en East Williamsburg, Brooklyn entre la Avenida Montrose y la Avenida Bushwick. La estación es servida en varios horarios por los trenes del Servicio .